# Tamar Dongus
Tamar Dongus (Böblingen, 11 maggio 1994) è una calciatrice tedesca, difensore del Grasshopper.
È sorella gemella di Fabienne, anche lei calciatrice, di ruolo attaccante, con la quale ha condiviso le presenze nelle nazionali giovanili della Germania e l'appartenenza ai club fino al passaggio al campionato italiano dell'estate 2018.

## Carriera

### Club
Tamar Dongus condivide la passione per il calcio con la sorella Fabienne fin da giovanissima, iniziando entrambe a giocare nel 1999 tesserandosi con l'SV Deckenpfronn trasferendosi poi al Sindelfingen nel 2006, società dove, inserita nella formazione B-Juniorinnen, arriva alla finale della stagione 2010-2011 perdendola con le avversarie del Turbine Potsdam.
In quella stessa stagione fa il suo debutto in 2. Frauen-Bundesliga, secondo livello del campionato tedesco femminile di calcio, scendendo in campo per la prima volta con la squadra titolare il 15 agosto 2010, dove nel girone Süd incontra, vincendo 3-0 le avversarie dell'Hoffenheim. La stagione seguente vede la competitività della squadra crescere ottenendo il primo posto al termine del campionato di 2. Frauen-Bundesliga 2011-2012 e la conseguente promozione in Frauen-Bundesliga. Nella massima lega tedesca ha esordito il 2 settembre 2012, nell'incontro casalingo dove la sua squadra viene pesantemente sconfitta per 9-1 dal Turbine Potsdam. Durante il campionato 2012-2013 la squadra stenta ad uscire dalla parte bassa della classifica terminando all'undicesimo posto che le varrebbe la retrocessione, tuttavia a causa di problemi finanziari il Bad Neuenahr, giunto settimo, decide di rinunciare all'iscrizione in Bundesliga femminile così che il Sindelfingen possa disputare nuovamente il primo livello.
Tuttavia, durante il calciomercato estivo 2013 le due sorelle Dongus decidono di trasferirsi al neopromosso Hoffenheim, con Tamar e Fabienne che condividono le sorti della squadra nelle stagioni successive. Il miglior risultato conseguito in questo periodo è il sesto posto nel campionato di Frauen-Bundesliga 2014-2015 e gli ottavi di finale in DFB-Pokal der Frauen, la coppa di lega femminile, nelle stagioni 2016-2017 e 2017-2018.
Nell'aprile 2018, prima del termine della stagione, Dongus sottoscrive un accordo con la Florentia per disputare la stagione entrante nel campionato italiano, con la squadra che conquistando prima il primo posto in Serie B e poi lo spareggio promozione, acquisisce il diritto di iscriversi alla Serie A 2018-2019. Inserita in rosa fin dalla prima giornate della stagione 2018-2019, va a segno per la prima volta in Serie A il 3 novembre 2018, alla sesta giornata di campionato, aprendo le marcature nell'incontro vinto per 2-1 sulle avversarie del Mozzanica.
La successiva estate la società trasferisce la sede da Firenze a San Gimignano, in provincia di Siena, iscrivendosi al campionato 2019-2020 con la denominazione sociale Florentia San Gimignano e adottando i colori sociali della locale squadra maschile del San Gimignano, il nero e il verde. Dongus e gran parte delle compagne rimangono legate alla nuova società che affrontano la stagione entrante con il nuovo allenatore Michele Ardito. Ardito la impiega con regolarità in tutti i sei incontri di campionato prima del suo esonero, così come fece il suo successore Stefano Carobbi, contribuendo, scendendo in campo in tutti i 16 incontri e siglando il suo secondo gol "italiano" alla Fiorentina, a quella che rimarrà la migliore prestazione assoluta della squadra, il 5º posto in Serie A, risultato ottenuto prima della sospensione del torneo causa le restrizioni dovute alla pandemia di COVID-19. Dongus rimane anche la stagione successiva, con la squadra che, pur con una lieve flessione nelle prestazioni, non ha difficoltà ad assicurarsi la salvezza ottenendo un 7º posto campionato. Anche in questa stagione ha l'occasione di andare a segno, siglando la rete fissa il risultato e la vittoria in trasferta per 1-0 all'11ª giornata sul campo della Pink Sport Time. Al termine della stagione, dopo le prime voci che ipotizzavano la non iscrizione al successivo campionato delle neroverdi, arriva il definitivo comunicato della società che dichiara di aver ceduto il titolo sportivo alla Sampdoria, svincolando di conseguenza tutte le sue giocatrici, solo formalmente in partenza per la società blucerchiata. Dongus è tra le ragazze che preferiscono accasarsi altrove, accettando la proposta del Sassuolo per disputare la stagione 2021-2022 con la società emiliana.
A disposizione del tecnico Gianpiero Piovani fa il suo esordio con la nuova maglia il 29 agosto 2021, alla 1ª giornata di campionato, nella vittoria casalinga per 2-1 con la Fiorentina. Con club in casacca neroverde resta anche la stagione successiva, totalizzando complessivamente 39 presenze in campionato siglando 3 reti, alle quali si aggiungono le 3 in Coppa Italia, contribuendo a far raggiungere nella prima la parte alta della classifica e nella seconda, dopo un avvio difficile della squadra, un'agevole salvezza.
A stagione conclusa, nel giugno 2023 viene annunciato il suo trasferimento al Grasshopper per la sua prima esperienza nel campionato svizzero.

### Nazionale
Dongus inizia ad essere convocata dalla federazione calcistica della Germania (Deutscher Fußball-Bund - DFB) fin dal 2009, anno in cui debutta con la formazione Under-15, per passare all'Under-16 l'anno successivo disputando solo incontri in amichevole, uno con la prima e tre con la seconda, segnando anche la rete della vittoria per 3-2 in occasione della partita con le pari età della Finlandia dell'8 luglio 2010, incontro dove aveva aperto le marcature la sorella Fabienne.
Sempre del 2010 è la sua convocazione da parte del tecnico Maren Meinert in Under-17 ma ancora una volta viene impiegata in soli due incontri, nella doppia amichevole esterna del 14 e 16 dicembre con Israele.
Nel 2011 Meinert la chiama nella formazione Under-19 dove fa il suo debutto il 26 ottobre nell'amichevole vinta per 4-0 sulle pari età della Svezia e dove all'80' sigla la rete del parziale 3-0, incontro poi terminato 4-0. Dopo quella marca presenze in altre due amichevoli, il 28 febbraio 2012, 1-0 sui Paesi Bassi, e il 21 novembre, ancora 4-0 sulla Svezia; quella è anche l'ultimo incontro disputato con la maglia della Germania.

## Statistiche

### Presenze e reti nei club
Statistiche aggiornate al 27 maggio 2023.
| Stagione              | Squadra               | Campionato            | Campionato | Campionato | Coppe nazionali | Coppe nazionali | Coppe nazionali | Coppe continentali | Coppe continentali | Coppe continentali | Altre coppe | Altre coppe | Altre coppe | Totale | Totale |
| Stagione              | Squadra               | Comp                  | Pres       | Reti       | Comp            | Pres            | Reti            | Comp               | Pres               | Reti               | Comp        | Pres        | Reti        | Pres   | Reti   |
| --------------------- | --------------------- | --------------------- | ---------- | ---------- | --------------- | --------------- | --------------- | ------------------ | ------------------ | ------------------ | ----------- | ----------- | ----------- | ------ | ------ |
| 2010-2011             | Sindelfingen          | 2.BL                  | ?          | ?          | CG              | 2               | 0               | -                  | -                  | -                  |             | -           | -           | 2+     | 0+     |
| 2011-2012             | Sindelfingen          | 2.BL                  | ?          | ?          | CG              | 2               | 1               | -                  | -                  | -                  |             | -           | -           | 2+     | 1+     |
| 2012-2013             | Sindelfingen          | BL                    | 22         | 0          | CG              | 2               | 0               | -                  | -                  | -                  |             | -           | -           | 24     | 0      |
| Totale Sindelfingen   | Totale Sindelfingen   | Totale Sindelfingen   | 22+        | 0          | -               | 6               | 1               | -                  | -                  | -                  | -           | -           | -           | 28+    | 1+     |
| 2013-2014             | Hoffenheim            | BL                    | 18         | 0          | CG              | 2               | 0               | -                  | -                  | -                  |             | -           | -           | 20     | 0      |
| 2014-2015             | Hoffenheim            | BL                    | 22         | 0          | CG              | 1               | 0               | -                  | -                  | -                  |             | -           | -           | 23     | 0      |
| 2015-2016             | Hoffenheim            | BL                    | 18         | 0          | CG              | 2               | 0               | -                  | -                  | -                  |             | -           | -           | 20     | 0      |
| 2016-2017             | Hoffenheim            | BL                    | 14         | 0          | CG              | 2               | 0               | -                  | -                  | -                  | -           | -           | -           | 16     | 0      |
| 2017-2018             | Hoffenheim            | BL                    | 19         | 0          | CG              | 1               | 0               | -                  | -                  | -                  | -           | -           | -           | 20     | 0      |
| Totale Hoffenheim     | Totale Hoffenheim     | Totale Hoffenheim     | 91         | 0          | -               | 8               | 0               | -                  | -                  | -                  | -           | -           | -           | 99     | 0      |
| 2018-2019             | Florentia S.G.        | A                     | 18         | 1          | CI              | -               | -               | -                  | -                  | -                  | -           | -           | -           | 18     | 1      |
| 2019-2020             | Florentia S.G.        | A                     | 16         | 1          | CI              | 1               | 0               | -                  | -                  | -                  | -           | -           | -           | 17     | 1      |
| 2020-2021             | Florentia S.G.        | A                     | 20         | 1          | CI              | 2               | 0               | -                  | -                  | -                  | -           | -           | -           | 22     | 1      |
| Totale Florentia S.G. | Totale Florentia S.G. | Totale Florentia S.G. | 54         | 3          | -               | 3               | 0               | -                  | -                  | -                  | -           | -           | -           | 57     | 3      |
| 2021-2022             | Sassuolo              | A                     | 20         | 2          | CI              | 2               | 0               | -                  | -                  | -                  | SI          | 1           | 0           | 23     | 2      |
| 2022-2023             | Sassuolo              | A                     | 19         | 1          | CI              | 1               | 0               | -                  | -                  | -                  | -           | -           | -           | 20     | 1      |
| Totale Sassuolo       | Totale Sassuolo       | Totale Sassuolo       | 39         | 3          | -               | 3               | 0               | -                  | -                  | -                  | -           | 1           | 0           | 43     | 3      |
| Totale carriera       | Totale carriera       | Totale carriera       | 206+       | 6          | -               | 20              | 1               | -                  | -                  | -                  | -           | 1           | 0           | 228+   | 7+     |

## Palmarès

### Club
- Campionato tedesco di seconda divisione: 1

Sindelfingen: 2011-2012 (girone Süd)